# Letona
Letona fou una empresa catalana dedicada a la producció, comercialització i distribució de productes làctics. Actualment és una marca de llet del Grup Cacaolat.

## Història
La societat anònima Letona va ser fundada el 1925 per Marc Viader i Bas, juntament amb Miquel Casanovas i Areté, Pere Cullell i Manau, Josep Martí i Moltó, Pere Serre i Cossi, Antoni Gispert i Peret, Josep Seguí i Ribes, Francesc Estragués i Torruella, Manuel Vidal i Alemany, Esteve Pous i Puigvert, Francesc i Arró Cosp, i Enric Sagarra i Moyà. El seu capital era de 505.000 pessetes, i la seu es va establir al carrer del Consell de Cent, 279. La fàbrica es va establir al carrer de Pujades, 5 i la producció va començar el 1927.
Entre els seus productes hi havia les llets Letona (1925) i La Gacela (1933), les llets condensades La Pubilla, La Puntaire i La Montserratina (1933) i La Sirena (1936). El 1931 esdevingué una empresa familiar quan Marc Viader en fou nomenat gerent, i demanà al Consell d'Administració plens poders al seu fill Joan per a que es convertís en gerent de facto. Aquest mateix any es va llençar al mercat el batut de cacau Cacaolat, que es convertiria en el producte estrella de l'empresa.
El 1936, Letona era la principal subministradora de llet a Barcelona, amb una producció de 22.000 litres diaris. Durant la Guerra Civil fou col·lectivitzada i, posteriorment, retornada als seus propietaris. El 1955 obrí una nova fàbrica al carrer de Pujades, 25 amb maquinària importada dels Països Baixos.
Després d'un intent fallit d'expansió a Madrid, a la dècada del 1970 les seves accions foren adquirides per la lletera madrilenya Central Lechera Española SA (CLESA). El 1998, Clesa fou adquirida per la italiana Parmalat, i el 2007 va passar a formar part del grup Dhul, la divisió d’alimentació del grup d'empreses Nueva Rumasa, que el 2009 en segregà la societat anònima Cacaolat amb la intenció que cotitzés en borsa.
El 2011, i a causa de les grans pèrdues, Nueva Rumasa va entrar en concurs de creditors, i es van posar a la venda el 95% de les accions de Cacaolat per un import mínim de 20 milions d'euros. Tot i que d'altres empreses com Vichy Catalán i Central Lechera Asturiana també hi havien mostrat el seu interès, finalment, el 2012 fou adquirida per la cervesera Damm (49%), Cobega (49%), filial de Coca-Cola a Catalunya, i el fons d’inversió Victory Turnaround (2%), per 75 milions d'euros. Els nous propietaris van tancar la fàbrica de Utebo (Saragossa), on es produïa llet condensada, i la del Poblenou de Barcelona, on es produïen batuts i llet, i el 2013 van traslladar la producció a l'antiga fàbrica de cervesa Damm de Santa Coloma de Gramenet, recuperant els beneficis el 2016.
El 2021, i després de quatre anys seguits amb pèrdues, Damm va adquirir la participació de Cobega per 15 milions d'euros, esdevenint-ne l'única propietaria.